# Mit o powstaniu Rzymu
Mit o powstaniu Rzymu – opowieść mitologiczna wyjaśniająca okoliczności założenia Rzymu. Istnieje wiele wersji mitu o powstaniu Rzymu. Najpopularniejsza przyjmuje, że został on założony przez Romulusa. 

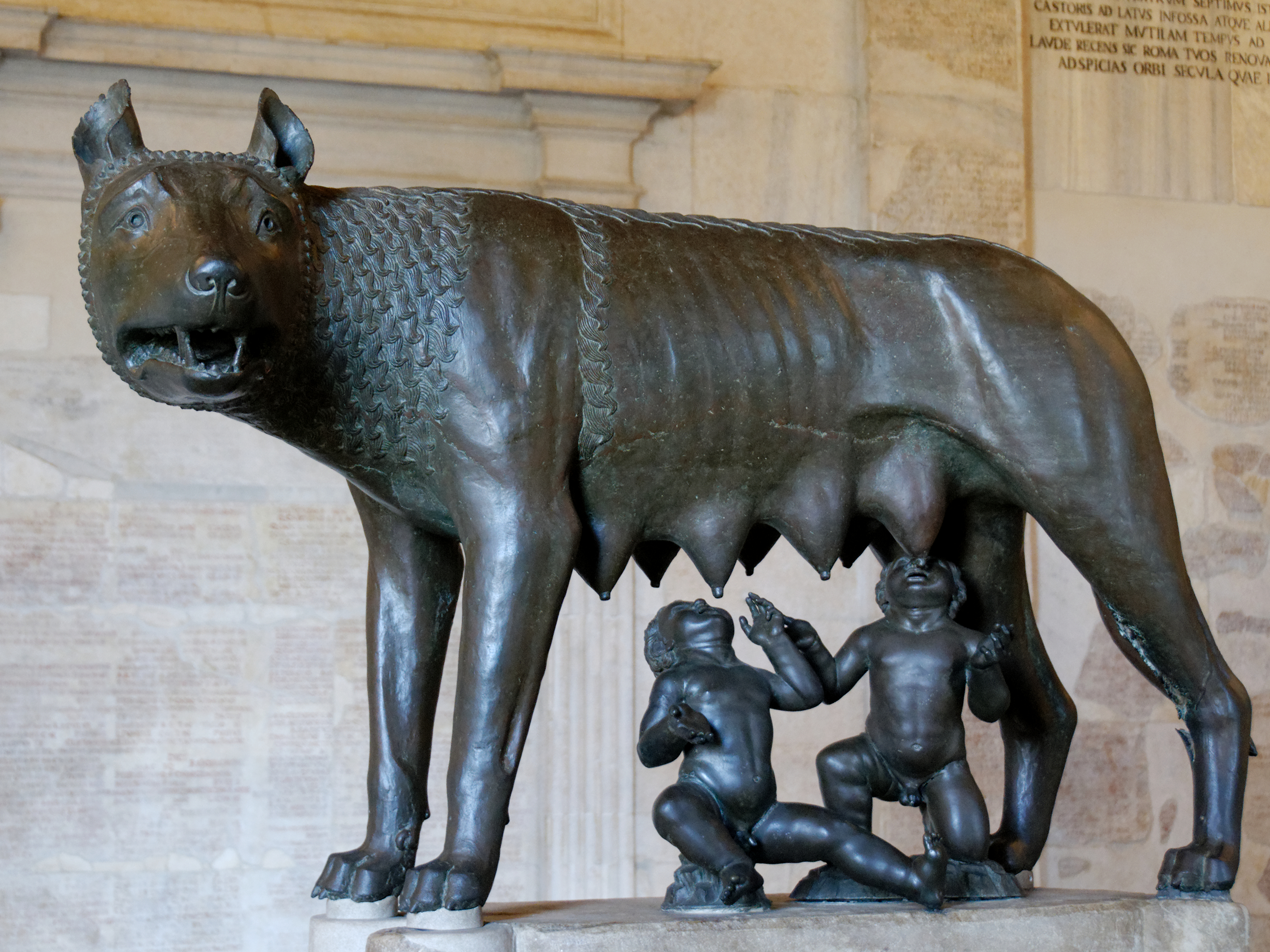
Romulus i Remus

## Legendy
Według jednej z najbardziej znanych wersji Romulus i Remus byli dziećmi westalki o imieniu Rea Sylwia i boga wojny Marsa. Ojciec ich matki, Numitor, król dynastycznego miasta Alba Longa, został strącony z tronu, przez uzurpatora, a zarazem własnego brata Amuliusa. Nowo koronowany władca starannie zadbał o to, aby stary król nie doczekał się już potomków. Zamknął on Reę Sylwię w świątyni bogini Westy i przymusił do służby jako westalka, tym samym do złożenia ślubu czystości (zachowania dziewictwa). Jednakże wbrew wszelkim przypuszczeniom dziewczyna stała się po pewnym czasie brzemienną. Rea Sylwia wskazała za sprawcę jej stanu boga wojny Marsa. Inne wersje mitu głoszą, że Mars uwiódł ją podczas snu, jeszcze inne natomiast że w świętym gaju – dokąd wybrała się po wodę. Zaniepokojony Amulius zakopał kobietę żywcem za złamanie przysięgi, a urodzone przez nią bliźnięta kazał w koszu wiklinowym puścić nurtem Tybru.
Kosz z noworodkami zatrzymała szczęśliwie gałąź drzewa figowego. Tam znalazła chłopców wilczyca. Miała ona młode, więc również chłopców nakarmiła własną piersią. Przybranej matce pomagał też dzięcioł. Ich pomoc miała potwierdzić zatem twierdzenia Rei Sylwii dotyczące ojcostwa Marsa – bóg jakoby czuwał nad dziećmi. Pewnego dnia spostrzegł to pasterz Faustulus i zabrał bliźnięta do domu. Razem z żoną wychował ich na tęgich i pięknych młodzieńców.
Pewnego razu po bójce między pastuchami Numitora i Amuliusa, Romulus i Remus znaleźli się u Numitora, który rozpoznał w nich swych wnuków. W trzech obmyślili plan obalenia Amuliusa. Bliźniacy zabili go i osadzili na tronie dziadka Numitora. Sami chcieli założyć swoje miasto w miejscu gdzie znalazł ich Faustulus. Ale zaczęli kłócić się, kto nada mu nazwę, postanowili więc wybadać wolę bogów. Zasiedli nocą do czuwania. Remus zobaczył sępy jako pierwszy – było ich sześć. Romulus ujrzał je później, ale było ich dwanaście. Wszyscy uznali więc, że to Romulus ma założyć miasto. Zgodnie z legendą założył on Rzym w 21 IV roku 753 p.n.e., od którego Rzymianie liczyli lata. Zaorał on pewną przestrzeń ziemi, na której miało stanąć miasto. Remus nie mógł się pogodzić z tym, że to Romulus założy miasto, ponieważ to on zobaczył sępy jako pierwszy. Remus z pogardą powiedział do Romulusa „silne miasto budujesz”, przeskoczył przez świętą bruzdę i został zabity przez brata.
Romulus sprowadził do swego miasta złodziei i przestępców, będących pierwszymi osadnikami. Dla nich zbudował gaj – asylum, w którym każdy mógł znaleźć schronienie, bez względu na swoje winy. Z ich pomocą zabudował Rzym i otoczył go murem. W nowym mieście nie było jednak jeszcze żadnych kobiet. Romulus wybrał co piękniejszych mężczyzn i poszedł do pobliskich miast prosić, żeby kobiety zamieszkały z nimi w Rzymie. Nigdzie ich jednak nie przyjmowano, ponieważ byli zbójcami. Romulus czekał, nie pozwalał na żadne przestępstwa. Gdy się uspokoiło, urządził wielkie uroczystości i zaprosił na nie mężczyzn z pobliskich miast. Kiedy zabawa się rozpoczęła, każdy Rzymianin porwał kobietę, przy której stał. Romulus porwał Sabinę Marsylię. Goście wrócili do domów bez żon i córek. Później, poszkodowane miasta z Titusem, królem Sabinów na czele, ruszyły zbrojnie na Rzym. Tymczasem kobiety przywiązały się już do nowych mężów. Prośbami i płaczem namówiły braci, ojców i mężów do zaprzestania wojny. Rzym połączył się z Sabinami. Pewnego razu Romulus został zakryty mgłą i stał się bogiem pod imieniem Kwirinus. Hersilia płakała po mężu. By przy nim być, stała się boginią o imieniu Hora. Następnie w Rzymie rządziło sześciu królów, aż do wprowadzenia tam republiki.